# 마우리아-셀레우코스 전쟁
마우리아-셀레우코스 전쟁은 기원전 305년에서 303년 사이에 발생한 셀레우코스 제국과 마우리아 제국 간의 대결이었다. 셀레우코스 제국의 셀레우코스 1세 니카토르가 마우리아 제국의 황제 찬드라굽타 마우리아가 정복했던 마케도니아 제국의 옛 인도 사트라피로 인더스강을 건너면서 시작되었다.
이 대결은 셀레우코스와 찬드라굽타 간의 결혼 동맹, 셀레우코스에게 전투 코끼리를 선물로 주는 것, 그리고 인더스강 유역 및 (아마도) 아프가니스탄 일부 지역의 통제권이 찬드라굽타에게 이전되는 결과로 끝났다. 이 동맹으로 셀레우코스는 서쪽의 디아도코이 경쟁자들에게 관심을 돌릴 수 있었고, 찬드라굽타는 그가 원했던 지역에 대한 통제권을 확보하여 인도 아대륙의 지배적인 세력으로 부상하였다.

## 배경

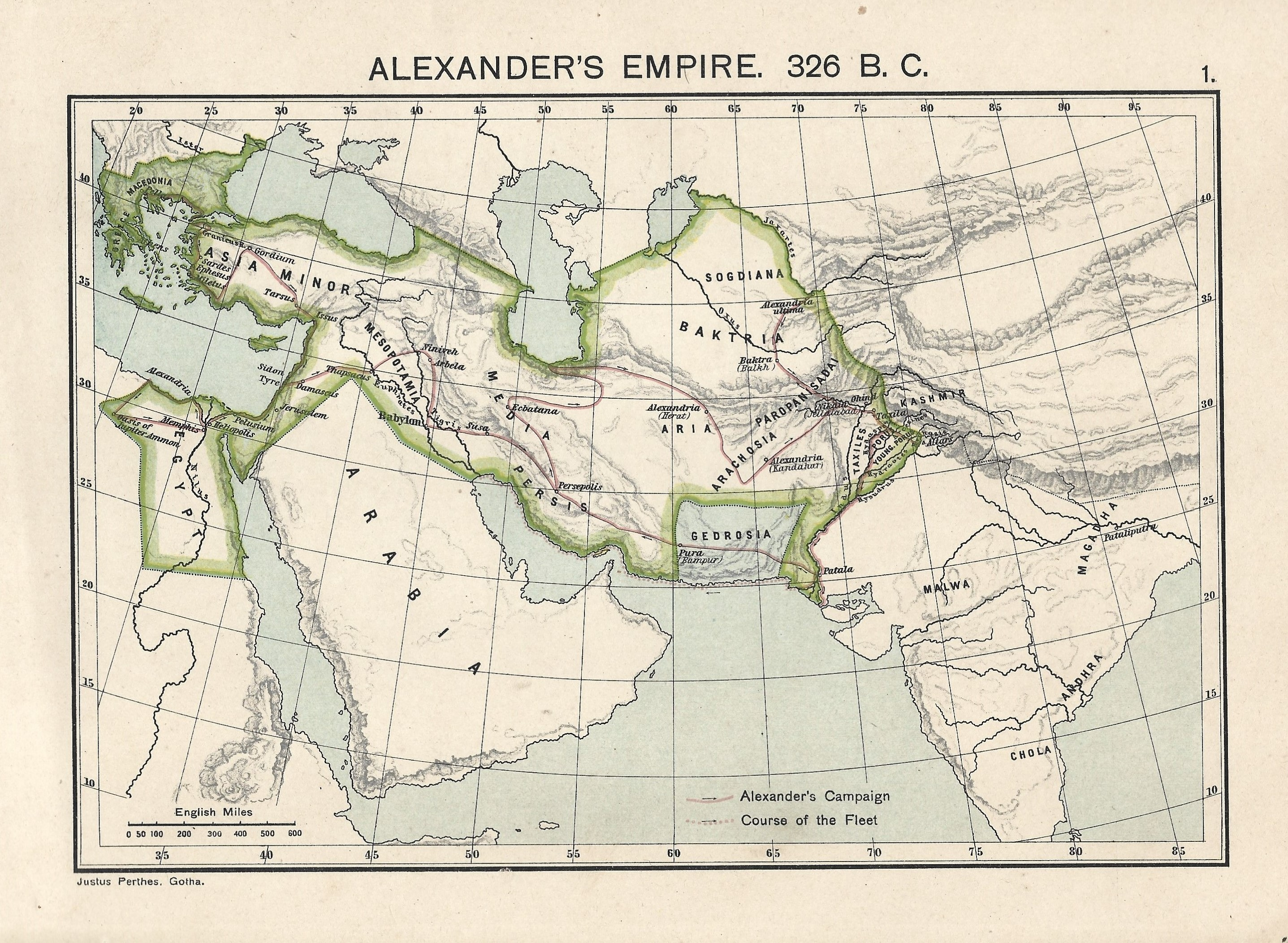
알렉산드로스 제국 (Charles Joppen SJ, Historical Atlas of India: For the use of High Schools, Colleges, and Private Students, London: Longman, Green & Co., 1907)

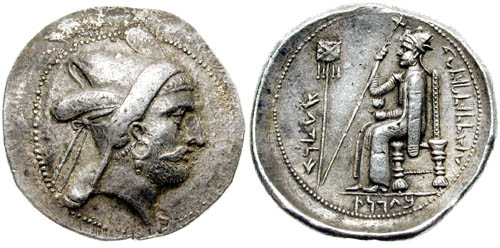
셀레우코스 제국이 임명한 최초의 토착 사트라프인 바가다테스 1세 (기원전 290년~280년 주조).

알렉산드로스의 인도 원정 이후, 찬드라굽타 마우리아는 인도 북서부에서 당시 갠지스 평원 지배자였던 난다 왕조에 대한 반란을 성공적으로 이끌고, 기원전 321년경 마가다의 황제로 자리매김하였다. 그는 11년 동안 성공적인 게릴라전을 통해 난다 제국과 싸웠고 마침내 난다의 수도인 파탈리푸트라를 점령하였다. 이로 인해 난다 제국이 멸망하고 궁극적으로 찬드라굽타 마우리아를 황제로 하는 마우리아 제국이 건국되었다.
오늘날의 아프가니스탄에 있는 페르시아 지방은 부유한 간다라 왕국과 인더스강 유역의 여러 주와 함께 모두 알렉산드로스 대왕에게 복종하여 그의 제국의 일부가 되었다. 알렉산드로스 사후 디아도코이 전쟁은 그의 제국을 분열시켰다. 그의 장군들은 알렉산드로스 제국의 통제권을 놓고 싸웠다. 동부 영토에서 이 장군들 중 한 명인 셀레우코스 1세 니카토르가 통제권을 장악하고 셀레우코스 제국으로 알려진 것을 확립하기 시작하였다. 로마 역사가 아피아노스의 《로마의 역사》에 따르면, 셀레우코스는
항상 이웃 국가를 기다리며 무장하고 의회에서 설득력을 발휘한 셀레우코스는 메소포타미아, 아르메니아, '셀레우코스' 카파도키아, 페르시스, 파르티아, 박트리아, 아라비아, 타푸리아, 소그디아, 아라코시아, 히르카니아 및 알렉산드로스가 정복한 기타 인더스강 인근 민족들을 정복하였으며, 그의 제국의 경계는 알렉산드로스 이후 아시아에서 가장 광대한 영토를 확보했다. 프리기아에서 인더스강까지 전 지역이 셀레우코스의 지배를 받았다.

로마 역사가 유스티누스는 산드로코투스(찬드라굽타 이름의 그리스어 버전)가 그리스 총독들을 암살하고 "왕위를 차지한 후" 압제적인 정권을 수립했다고 묘사했다.
"알렉산드로스 사후 인도는 마치 예속의 짐을 떨쳐내듯이 그의 총독들을 암살했다. 이 해방의 주역은 산드라코토스[찬드라굽타]였으나, 그는 승리 후 해방을 예속으로 바꾸었다. 왕위를 차지한 후, 그는 외국 지배로부터 해방시킨 바로 그 백성을 압제했기 때문이다." — 유니아누스 유스티누스, 《필리포스의 역사》, 제15권.4.12-13

## 대결
분쟁에 대한 자세한 기록은 부족하며, 셀레우코스와 찬드라굽타 간의 대결을 언급하는 유일한 출처는 스트라본, 아피아노스, 플루타르코스, 유스티누스의 몇몇 참조뿐이다. 아피아노스에 따르면,
그(셀레우코스)는 인더스를 건너 인도인의 왕 산드로코투스와 전쟁을 벌였는데, 그 하천 유역에 살면서 서로 이해하고 결혼 관계를 맺었다. 이러한 공격 중 일부는 안티고노스가 사망하기 전과 그 이후에 수행되었다.— 아피아노스, 《로마의 역사》, 〈시리아 전쟁〉 [55]

실제로 회전이 일어났는지는 알 수 없다. 잔사리는 "그들이 벌인 전투나 교전의 세부 사항이 매우 부족하며, 고대 저자들 중 누구도 셀레우코스나 찬드라굽타를 이 전투의 명확한 승자로 묘사하지 않았다. 이 만남과 그에 따른 조약에 대한 정보 부족은 재구성하는 것을 불가능하게 만든다"고 경고한다. 군사 역사가 존 D. 그레인저는 셀레우코스가 인더스강을 건널 경우 "등 뒤에는 큰 강이 있고 앞에는 적대적인 대륙이 있는 함정에 빠질 것"이므로 인더스강보다 훨씬 더 멀리 진격할 수 없었을 것이라고 주장했다. 그레인저에 따르면, 분쟁의 세부 사항은 불분명하지만 그 결과는 분명히 "결정적인 인도의 승리"였음에 틀림없으며, 찬드라굽타가 셀레우코스의 군대를 힌두쿠시산맥까지 밀어내고 결과적으로 오늘날 아프가니스탄에 해당하는 넓은 영토를 얻었다고 한다. 웨이틀리와 헤켈은 전쟁 이후 확립된 마우리아-셀레우코스 간의 우호 관계가 적대 행위가 "오래 지속되거나 비참하지 않았을 것"임을 의미한다고 시사한다.

## 결혼 동맹
이 대결 이후 스트라본 (기원전 64년 또는 63년 ~ 서기 24년경) XV 2,9, 플루타르코스 (서기 1세기), 유스티누스 (서기 2세기), 그리고 아피아노스 (서기 2세기) 시리아 전쟁 55.와 같은 그리스-로마 저자들이 간략하게 언급하거나 암시하는 결혼 동맹이 뒤따랐다. 잔사리에 따르면, 스트라본과 플루타르코스는 같은 출처, 아마도 메가스테네스로부터 정보를 얻었을 수 있다. 인도 출처에서는 이 사건들을 기록하고 있지 않으며, 잔사리는 "오직 하나의 문학 전통에서 소수의 출처에 의존하는 것은 이러한 텍스트와 그들이 묘사하는 사건들에 대해 신중한 접근을 필요로 한다"고 경고한다.
이 고대 자료들에는 세 가지 조항이 기록되어 있다. 셀레우코스 1세 니카토르는 찬드라굽타에게 영토를 양도한 것으로 보이며, 찬드라굽타 마우리아로부터 전투 코끼리를 받았는데, 이는 이후 서쪽의 디아도코이 전쟁에 영향을 미쳤다. 셀레우코스와 찬드라굽타는 또한 결혼 동맹을 맺기로 합의했으며, 이는 셀레우코스의 딸과 찬드라굽타의 결혼이었을 가능성이 가장 높다.

### 동맹 개요
스트라본은 결혼 동맹의 일부로 코끼리와 영토의 교환을 언급한다. 그는 찬드라굽타 사망 약 300년 후에 집필된 그의 《지리학》에서 인더스강을 따라 사는 여러 부족들을 묘사한 후, "인도인들은 [일부] 인더스강을 따라 위치한 영토를 점유하고 있는데, 이 영토는 이전에 페르시아에 속했던 곳이다"라고 기술한다.
부족들의 지리적 위치는 다음과 같다. 인더스강을 따라 파로파미사다이가 있고, 그 위에는 파로파미사다이산맥이 있다. 그 다음 남쪽으로 아라코시아가 있고, 그 다음 남쪽으로 게드로시아가 해안선을 점유하는 다른 부족들과 함께 있다. 인더스강은 이 모든 지역들을 가로질러 흐른다. 이 지역들 중 일부는 인더스강을 따라 위치하며 인도인들이 점유하고 있지만, 이전에 페르시아에 속했던 곳이다. 알렉산드로스는 이것들을 아리아인에게서 빼앗아 자신의 정착지를 세웠지만, 셀레우코스 니카토르는 이들을 찬드라굽타에게 결혼 동맹을 맺고 500마리의 코끼리를 받는 조건으로 넘겨주었다.

잔사리는 "그것들"이 "이전에 알렉산드로스가 소유했던 영토"를 지칭하지만, "어떤 영토인지는 명시되어 있지 않다"고 언급한다.
V.A. 스미스 (1914):
...기원전 303년 셀레우코스 니카토르가 찬드라굽타 마우리아에게 양도한 영토에는 파로파미사다이 (카불), 아리아 (헤라트), 아라코시아 (칸다하르), 그리고 아마도 게드로시아 (마크란), 또는 그 사트라피의 상당 부분이 포함되었다.

코스민은 이 자료들을 다음과 같이 요약하며, 어떤 영토가 이전되었을 수 있는지 신중하게 해석한다.
고대 역사가 유스티누스, 아피아노스, 스트라본은 내가 인더스 조약이라고 부를 것의 세 가지 주요 조항을 보존하고 있다.
(i) 셀레우코스는 그의 제국의 가장 동쪽 사트라피, 즉 확실히 간다라, 파로파미사다이, 게드로시아의 동부 지역, 그리고 아마도 헤라트까지의 아라코시아와 아레이아를 찬드라굽타의 왕국으로 이전했다.
(ii) 찬드라굽타는 셀레우코스에게 500마리의 인도 전투 코끼리를 주었다.
(iii) 두 왕은 어떤 종류의 결혼 동맹 (ἐπιγαμία 또는 κῆδος)으로 연결되었다. 가장 가능성이 높은 것은 찬드라굽타가 셀레우코스의 여성 친척과 결혼했다는 것이다.

잔사리는 20세기에 들어 서구 학자들과 인도 학자들 사이에 찬드라굽타에 대한 견해가 엇갈리게 발전했다고 언급한다. 서구인들은 찬드라굽타의 업적에 대해 유보적인 시각을 가지는 경향이 있는 반면, 인도 저자들은 찬드라굽타를 최초의 인도 국가를 세운 매우 성공적인 왕으로 묘사하고 있다.

#### 게드로시아 (발루치스탄)

##### 말란 산맥 (푸랄리/힝골강)

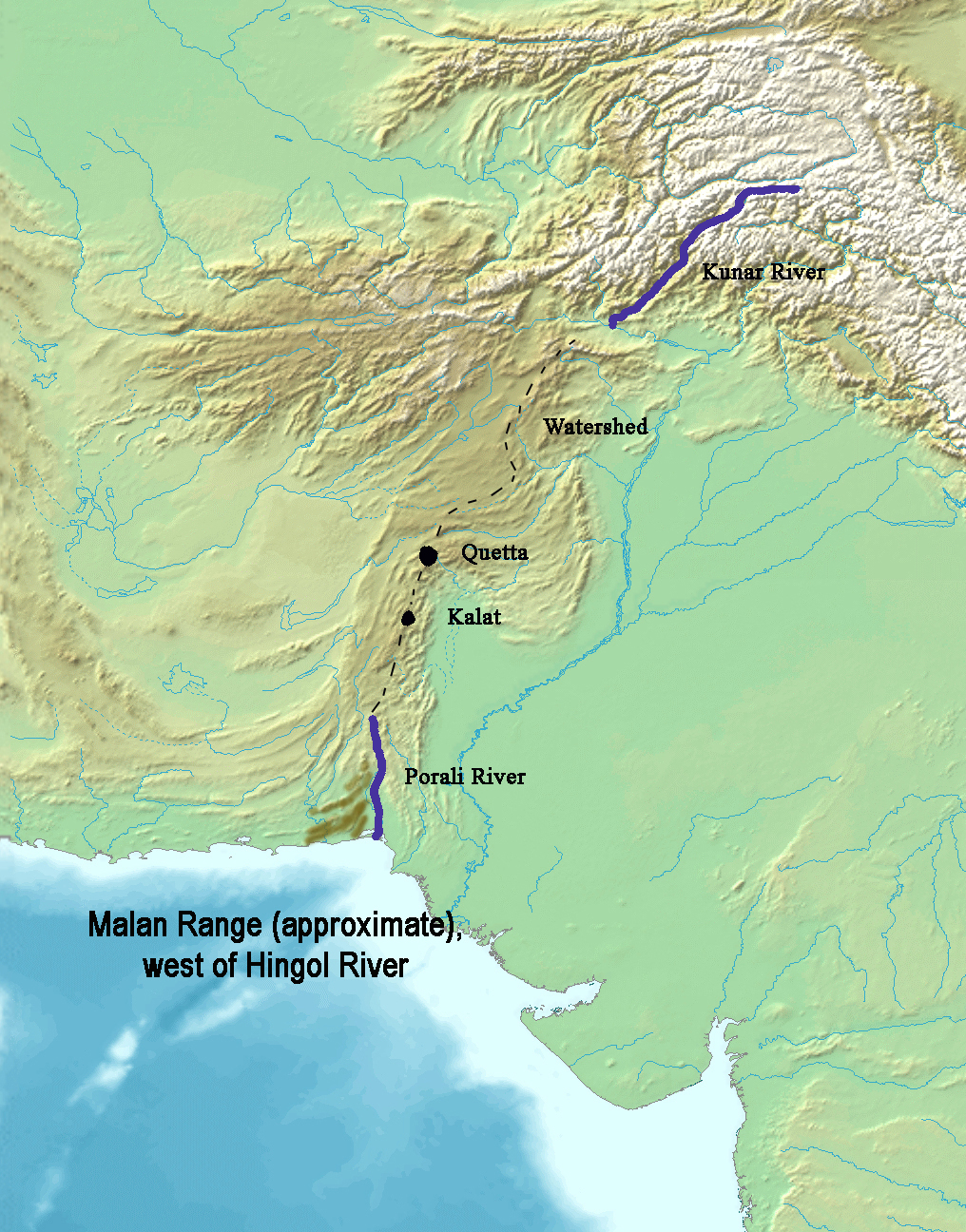
타른 (1922)에 따른 말란 산맥과 양도된 영토의 한계.

V.A. 스미스 (1914), 《초기 인도사》:
게드로시아 (또는 가드로시아)의 사트라피는 서쪽으로 멀리 뻗어 있었고, 아마도 그 동부 지역만이 찬드라굽타에 의해 합병되었을 것이다. 알렉산드로스가 건너는 데 매우 어려움을 겪었던 말린 산맥은 자연적인 경계를 제공했을 것이다.

타른은 게드로시아의 양도된 부분을 푸랄리(힝골)강 동쪽 영토로 제한하며, 에라토스테네스(기원전 276년경 ~ 기원전 195/194년경)를 언급하는데, 그는 (타른의 표현에 따르면) 다음과 같이 진술한다.
알렉산드로스는 [...] 이 세 사트라피 중 인더스강을 따라 위치한 부분들을 이란에서 빼앗아 별도의 [...] 통치 구역 또는 주로 만들었다. 셀레우코스가 양도한 것은 인도인 혈통이 압도적으로 많았던 이 지역들이었다. 게드로시아의 경계는 알려져 있다. 양도된 영토는 메디아 히다스페스강 (아마도 푸랄리강)과 인더스강 사이의 지역이었다.

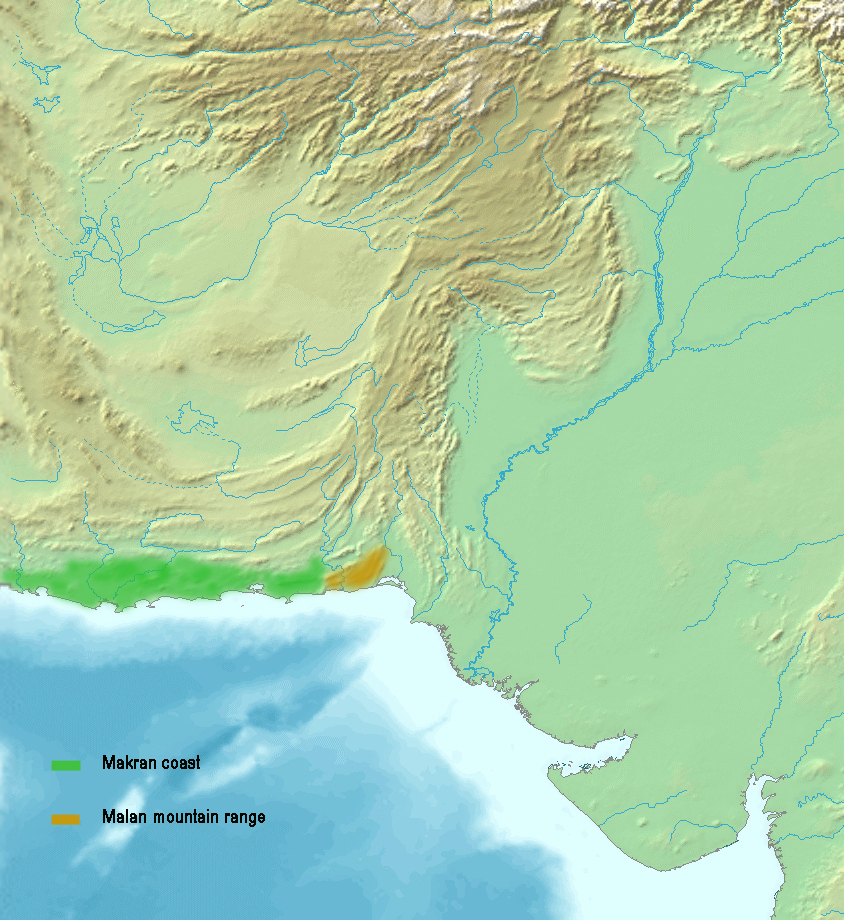
파키스탄 마크란 해안. 토머스 트라우트만에 따르면 스미스 (1924)를 인용하며 찬드라굽타에게 양도되었다고 한다. 스미스는 실제로 마크란 해안 동쪽에 있는 말란 산맥을 서쪽 경계로 삼고 있다.

게드로시아와 관련하여, 최근 저자들은 발루치스탄이 이란까지 넘겨진 인상을 주는 "게드로시아"를 언급하거나 "[게드로시아의] 동부 지역"을 언급한다. 타파르(1963)에 따르면, 스미스(1914)의 《인도사》를 인용하면,
"북서부의 특정 지역은 셀레우코스와의 조약을 통해 획득되었다. 이 지역들이 어떤 지역이었는지에 대한 절대적인 확신은 없으며, 양도된 영토가 게드로시아, 아라코시아, 아리아 [현대의 헤라트], 그리고 파로파미사다이로 구성되었다고 제안되었다."

1963년에 출판된 《초기 인도사》에서 타파르는 "오늘날 동부 아프가니스탄, 발루치스탄 및 마크란을 포함할 셀레우코스 영토 일부가 마우리아에 양도되었다"고 기술한다.
코스민에 따르면, 셀레우코스는 "확실히" "게드로시아의 동부 지역"을 이전했다. 토머스 트라우트만은 스미스(1924)를 인용하며 마크란 해안을 포함시키고, 칸다하르의 아소카 칙령을 스트라본의 최대 해석을 뒷받침하는 증거로 삼는다. 스미스는 실제로 마크란 해안 동쪽에 있는 말란 산맥을 서쪽 경계로 삼고 있다. 아소카 칙령에 의한 검증은 코닝엄 & 영과 "점점 더 많은 연구자들"에 의해 의문시되는데, 이는 아소카 칙령이 제도화된 통제가 아닌 최대 접촉 영역을 나타낼 수 있기 때문이다.

##### 인더스강 하류 계곡
코닝엄과 영은 또한 타파르에 따라 인더스강 하류 계곡에 대한 통제 범위를 의심하며, 이 지역이 주변 통제 지역이었을 수 있다고 지적한다. 레이먼드 올친도 인더스강 하류 계곡에 주요 도시가 없다는 점을 지적한다.

#### 파로파미사다이 (간다라 및 카불) 및 아라코시아 (칸다하르)
타른에 따르면, "파로파미사다이 자체는 찬드라굽타의 것이 아니었다." 타른은 1930년대-60년대 칸다하르와 라그만주에서 아소카의 칙령이 발견되기 전인 1922년에 저술하면서, 교환된 영토를 인더스 계곡으로 제한한다. 타른에 따르면, 경계는 쿠나르강을 따라 카불 동쪽으로 잘랄라바드에서 끝나고, 더 남쪽으로 분수계를 따라 힝골강에서 끝난다.
코스민은 셀레우코스가 간다라와 파로파미사다이 (이것은 간다라를 포함한다)를 "확실히" 양도했지만, 아라코시아는 "아마도" 양도했다고 기술한다. 트라우트만은 헤라트를 포함한 아프가니스탄 대부분과 파키스탄을 포함하며, 이 범위가 의심받아왔다고 지적한다. 그는 스미스를 인용하며 스미스가 "영토 양도의 진실성을 설득력 있게 지지했다"고 말하고, 간다라의 아소카 비문이 "고대 증언의 정확성을 확인시켜 주었다"고 주장한다.
코닝엄과 영은 동부 아프가니스탄에 대한 통제 범위를 의문시하며, "점점 더 많은 연구자들이 아소카 칙령이 '조직화된 관료적 통제보다는 최대 접촉 지역'을 나타냈을 수 있다는 데 동의할 것"이라고 지적한다.

#### 아레이아 (헤라트)
아레이아 (현대의 헤라트)의 획득은 논쟁의 여지가 있다. 스미스는 스트라본과 플리니우스를 인용하며 아레이아의 상당 부분을 포함시켰다. 스트라본 XV, 1, 10:
인더스강은 인도와 아리아나 사이의 경계였고, 아리아나는 인도의 서쪽에 위치했으며 당시 페르시아 소유였다. 왜냐하면 나중에 인도인들도 아리아나의 많은 부분을 마케도니아인들로부터 받아 소유했기 때문이다.

플리니우스 플리니우스 장로 (23/24년 ~ 79년):
대부분의 지리학자들은 실제로 인도를 인더스강으로 한정하지 않고, 게드로시아, 아라코시아, 아레이아, 파로파미사다이의 네 사트라피와 카불강을 포함하여 인도의 최극단 경계를 이룬다. 그러나 다른 저자들에 따르면, 이 모든 영토는 아레이아의 국가에 속하는 것으로 간주된다.

스미스는 스트라본 XV 1,10을 읽으면서 "스트라본은 그 양도에 아리아네의 상당 부분이 포함되었다고 우리에게 알려준다"고 해석한다. 그는 또한 플리니우스가 인도의 국경에 대해 다루면서 "게드로시아, 아라코시아, 아리아, 파로파니사다이의 네 사트라피를 인도에 포함시킨다"는 다양한 저자들을 언급할 때,
...그의 책이 출판된 서기 77년 이전의 어떤 시기에 이 네 지방이 실제로 인도의 일부로 간주되었다는 사실에 기반을 두었을 것이다. 마우리아 왕조 시기 외에 이 지방들이 인도의 일부를 형성했을 가능성이 있는 시기는 언제인가?

타른은 스미스의 아리아 범위 해석을 명시적으로 비판하면서, 셀레우코스가 현재의 동부 아프가니스탄보다 더 많은 것을 양도했다는 생각은 플리니우스 장로의 《지리학》 VI, 69절의 진술에서 비롯된 과장이라고 주장한다. 이 진술은 찬드라굽타가 받은 땅을 구체적으로 언급하는 것이 아니라 "인도"라는 단어의 정의에 대한 지리학자들의 다양한 견해를 언급하는 것이다.
코스민에 따르면, 셀레우코스는 "아마도" "헤라트까지의 아레이아"를 넘겨주었을 수 있다. 라이차두리 & 무케르지에 따르면, 아레이아는 "일부 학자들에 의해 스트라본의 구절에 대한 잘못된 평가와 플리니우스의 진술을 근거로 양도된 사트라피 목록에 잘못 포함되었다." 존 D. 그레인저에 따르면, "셀레우코스는 [...] 아리아를 지배했어야 했고", 더 나아가 그의 "아들 안티오코스는 15년 후에 그곳에서 활동했다." 셔윈-화이트와 쿠르트 (1993)에 따르면, "아레이아 지역은 셀레우코스 1세와 안티오코스 1세 치하에서 확실히 셀레우코스령이었고, 안티오코스 3세의 동부 파르티아와 박트리아에 대한 대규모 원정 이후에도 확실히 그러했다. [...] 드랑기아나처럼 셀레우코스령으로 남아 있지 않았다는 증거는 전혀 없다. 드랑기아나는 쉬운 길로 연결되어 있다."

### 군사적 결과
이 합의는 서로에게 이로운 것으로 판명되었다. 셀레우코스 제국과 마우리아 제국 간의 경계는 이후 세대 동안 안정적으로 유지되었으며, 메가스테네스 대사와 찬드라굽타 마우리아의 손자 아소카가 서쪽으로 보낸 사절 등으로 우호적인 외교 관계가 반영되었다. 찬드라굽타의 전투 코끼리 선물은 "사료 부담과 귀환 행진을 완화했을 수 있으며," 그의 권력에 대한 주요 위협이 이제 모두 제거되었기 때문에 대규모 군대의 규모와 비용을 적절히 줄일 수 있었다.
마우리아로부터 획득한 전투 코끼리로 셀레우코스는 이프소스 전투에서 그의 동맹국들과 함께 라이벌인 안티고노스를 물리칠 수 있었다. 안티고노스의 영토를 자신의 영토에 합병한 셀레우코스는 기원전 64년까지 지중해와 중동에서 강력한 세력으로 존속할 셀레우코스 제국을 설립하였다.
오늘날 아프가니스탄에 있는 마우리아 영토의 통제는 북서쪽으로부터의 인도 침략을 막는 데 도움이 되었다. 찬드라굽타 마우리아는 인도에서 자신의 통치를 남쪽으로 데칸고원까지 확장하였다.
셀레우코스는 인더스강 서쪽과 아프가니스탄의 영토를 양도했지만, 현재 이란의 동부 지방 사트라프들에게는 받아들여졌다. 그의 이란인 아내 아파마는 그가 박트리아와 소그디아에서 통치를 시행하는 데 도움을 주었을 수 있다.

## 같이 보기
- 칼링가 전쟁
- 난다-마우리아 전쟁
- 슝가-그리스 전쟁
- 제1차 젤룸강 전투
- 그리스의 인도 원정
- 인도가 참전한 전쟁 목록
- 인도의 군사사

### 설명주
1. ↑  Jansari (2023, 35쪽): "어떤 고대 저자도 셀레우코스나 찬드라굽타를 이 전투의 명확한 승자로 묘사하지 않았다."
2. 1 2  양도된 영토:
  - V.A. 스미스와 타른은 말란 산맥과 힝골강의 지류인 푸랄리강이 찬드라굽타에게 양도된 게드로시아 (발루치스탄) 부분의 서쪽 경계를 형성했다는 데 동의한다.
  - Thapar (1963, 16쪽): "북서부의 특정 지역은 셀레우코스와의 조약을 통해 획득되었다. 이 지역들이 어떤 지역이었는지에 대한 절대적인 확신은 없으며, 양도된 영토가 게드로시아, 아라코시아, 아리아 [현대의 헤라트], 그리고 파로파미사다이로 구성되었다고 제안되었다." [스미스 (1914), Early History of India, p.159]

아리아 (현대의 헤라트)의 획득은 논쟁의 여지가 있다. 라이차두리 & 무케르지 (1996), p.594에 따르면, 이는 "스트라본의 구절에 대한 잘못된 평가와 플리니우스의 진술을 근거로 일부 학자들에 의해 양도된 사트라피 목록에 잘못 포함되었다." 존 D. 그레인저 (2014, p. 109)에 따르면, "셀레우코스는 [...] 아리아를 지배했어야 했고", 더 나아가 그의 "아들 안티오코스는 15년 후에 그곳에서 활동했다."
3. 1 2  Tarn (1922, 101쪽): "파로파미사다이는 셀레우코스가 찬드라굽타에게 양도한 주에 속하지 않았다 [...] 에라토스테네스의 구절이 있는데, 보통 무시되지만 충분히 명확해 보인다. 알렉산드로스 이전에 파로파미사다이, 아라코시아, 게드로시아 모두 인더스강까지 뻗어 있었다고 한다. 이는 아케메네스 제국의 사트라피를 지칭하며, 페르시아 시대에 파로파미사다이와 간다라가 하나의 사트라피였다는 것을 암시한다. 알렉산드로스는 (이어서) 이 세 사트라피 중 인더스강을 따라 위치한 부분들을 이란에서 빼앗아 별도의 [카로이키아] (여기서는 통치 구역 또는 주를 의미해야 한다)를 만들었다. 셀레우코스가 양도한 것은 인도인 혈통이 압도적으로 많았던 이 지역들이었다 [...] 에라토스테네스가 파로파미사다이라고 부르는 사트라피 중 찬드라굽타는 쿠나르강과 인더스강 사이의 땅인 간다라를 얻었다. 이것은 확실하다. 에라토스테네스가 찬드라굽타가 전체를 얻지 못했다고 말하고, 아소카의 간다라에 대한 철저한 복음화가 그것이 마우리아에 속했다는 것을 보여주기 때문이다. 아라코시아의 경계는 정확하게 정의할 수 없지만, 대략적으로 말하면 찬드라굽타가 얻은 것은 쿠나르강에서 시작하여 퀘타 근처의 분수계를 따라 칼라트와 푸랄리강을 통해 바다로 가는 선의 동쪽에 있었다. 이것이 대략적인 표시가 될 것이다. 파로파미사다이 자체는 찬드라굽타의 것이 아니었다.

푸랄리강은 힝골강 근처에 있다. 이 지도를 참조하라."
4. ↑  "말린"에 대해서는 아무것도 찾을 수 없지만, "말란" 산맥이 있는데, 이는 "마크란 해안 산맥의 지류"로 묘사되며, 알렉산드로스의 통과에 장애물이었다. 피에르 에거몬트 (1975), Alexander's Campaign in Sind and Baluchistan and the Siege of the Brahmin Town of Harmatelia, p.58 참조. 힝골 국립공원과 힝라지 마타 사원에서 약간 서쪽에 있는 것으로 보인다.
5. ↑  알렉산드로스가 말린 산맥을 건너지 않은 것:
  - Eggermont (1975, 58쪽)은 이 지역을 묘사하면서, 말란 산맥이 마크란 해안 산맥의 지류라고 기술하고, 아우렐 스타인 경이 "말란 평원에서 말란 산맥을 넘어 오르마라 평원으로 이어지는 '부젤락' 또는 '염소의 길'이 매우 가파르다"는 것을 발견했으며, 알렉산드로스가 말란 산맥을 넘었을 가능성은 낮다고 결론 내렸다.
  - Cummings (2004, 395–396쪽)도 인도에서 알렉산드로스 군대의 후퇴 당시의 어려움에 대한 설명을 제공한다: "그들은 서쪽으로 향하여 토메루스 (힝골)강 어귀에 도달했다 [...] 알렉산드로스는 자신의 전술 원칙에 충실하여 해안을 따라 진격할 준비를 했다 [...] 행진 노선에 예상치 못한 장애물이 발생했다. 강 건너편에는 말란 (현대 이름) 산맥이라는 완전히 불가능한 장벽이 솟아 있었는데, 그 해안 쪽 끝은 갑자기 그리고 가파르게 물 속으로 떨어져 통행을 막고 있었다."
6. ↑  여기서 "메디아 히다스페스강"은 젤룸강이 아니다. 푸랄리/포랄리강은 라스벨라 지구의 이 강으로 보이는데, 우기에는 파괴적인 홍수에 취약하지만 다른 시기에는 거의 마른다. 만약 그렇다면, 타른/에라토스테네스는 셀레우코스가 마우리아에게 양도한 땅의 범위가 카라치보다 서쪽으로 거의 가지 않았으며, 분명히 이란 근처도 아니었다고 말하는 것이다.
7. ↑  Porali, a tributary of the Hingol river.[22]
8. 1 2 3  Trautmann (2015, 235쪽): "셀레우코스는 현재 아프가니스탄의 대부분과 파키스탄 남부, 즉 현재의 카불 (파로파미사다이), 칸다하르 (아라코시아), 헤라트 (아리아) 지역; 그리고 발루치스탄 지방의 파키스탄 마크란 해안 (게드로시아)을 포함하는 광대한 영토를 양도했다."
트라우트만은 Smith (1924, 158–160쪽)을 인용하며, 스미스는 실제로 다음과 같이 쓰고 있다: "게드로시아 (또는 가드로시아)의 사트라피는 서쪽으로 멀리 뻗어 있었고, 아마도 그 동부 지역만이 찬드라굽타에 의해 합병되었을 것이다. 알렉산드로스가 건너는 데 그렇게 어려움을 겪었던 말린 산맥은 자연적인 경계를 제공했을 것이다."
9. ↑  스미스 (1914), Early History of India Third Edition, p.149: Appendix F, The Extent of the Cession of Ariana hy Seleukos Nikator to Chandragupta Maurya; 스미스는 Mr. Bevan으로부터 비판을 받았다고 언급한다.
10. ↑  Haig (1894, 24쪽): "...찬드라굽타가 이끈 북부 민족들의 총궐기가 잇따라 일어났는데, 그는 파탈리푸트라의 마우리아 왕조 창시자였다. 인더스강 하류 계곡은 이제 외세의 지배에서 벗어났고, 지역 부족장들은 의심할 여지 없이 스스로 알아서 하도록 내버려졌다. 명목상 이 영토는 마우리아 왕국의 종속국이었을 수 있지만, 광활한 사막으로 인해 왕국의 본토와 떨어져 있었고, 갠지스강 유역의 수도와도 거리가 멀었기 때문에, 충성심은 매우 미미했을 것이다. 이러한 독립, 또는 반독립은 의심할 여지 없이 다양한 정도의 확실성 속에서 [...] 기원전 2세기에 데메트리오스가 파탈레네를 침공하여 완전히 박트리아에 복속시킬 때까지 지속되었다."
11. ↑  See this map
12. ↑  Tarn (1922, 100, and note 1쪽): "셀레우코스가 양도한 것에 대해 과장된 견해가 제시되어 왔다 [...] 최악은 V. A. 스미스의 것으로, 그는 플리니우스 VI, 69절에 근거하여 찬드라굽타에게 게드로시아, 아라코시아, 파로파미사다이, 그리고 아리아 사트라피를 주었는데, 이는 알려지지 않은 출처의 역사적 불합리성이다."
13. ↑  "한 세기 이상 동안 셀레우코스 왕조는 [드랑기아나] 지역을 통제했다. [...] 드랑기아나는 파르티아인에게 정복되었다."

### 참조주
1. 1 2  스트라본, 지리학, xv.2.9
2. 1 2  Jansari 2023, 32쪽.
3. 1 2 3  Coningham & Young 2015, 452-453쪽.
4. ↑  Mørkholm, Otto (1991). 《Early Hellenistic Coinage: From the Accession of Alexander to the Peace of Apamea》. Cambridge University Press. 73f쪽.
5. ↑  Curtis, John; Tallis, Nigel; André-Salvini, Béatrice (2005). 《Forgotten Empire: The World of Ancient Persia》. pp. 258–59, fig. 454, Silver tetradrachm of Bagadates.
6. ↑  “Appian, the Syrian Wars 11 - Livius”.
7. ↑  틀:Usurped
8. 1 2  Jansari 2023, 33쪽.
9. ↑  “Appian, The Syrian Wars 11”.  3 November 2007에 원본 문서에서 보존된 문서.
10. 1 2 3  Kosmin 2014, 33–34쪽.
11. ↑  Jansari 2023, 35쪽.
12. 1 2 3  Grainger 2014, 108–110쪽.
13. ↑  Wheatley & Heckel 2011, 296쪽.
14. 1 2  Sherwin-White & Kuhrt 1993, 93쪽.
15. 1 2  Grainger 2014, 66쪽.
16. 1 2 3 4  Jansari 2023, 34쪽.
17. 1 2 3 4 5 6  Kosmin 2014, 33쪽.
18. ↑  Strabo, Geography, XV, 2, 9
19. 1 2 3  Smith 1914, 149쪽.
20. 1 2  Jansari 2023.
21. ↑  V.A. Smith (1914), Early History of India, p.151
22. ↑  Narmeen Taimor (2023), An Overview of Rivers of Balochistan, Graana.com
23. 1 2  Tarn 1922, 100쪽.
24. 1 2  Trautmann 2015, 235쪽.
25. 1 2  Smith 1924, 160쪽.
26. ↑  Thapar 1963, 16쪽.
27. ↑  Thapar, Romila (2002년 1월 1일). 《History Of Early India From The Origins To AD 1300 - author Romila Thapar》. 176쪽. .
28. ↑  Coningham & Young 2015, 452쪽.
29. ↑  Allchin 1995, 208쪽.
30. ↑  Tarn 1922, 101쪽.
31. ↑  “LacusCurtius • Strabo's Geography — Book XV Chapter 1 (§§ 1‑25)”. 《penelope.uchicago.edu》.
32. ↑  Pliny, Natural History VI.(23).78. Pliny, Natural History VI.(23).78
33. ↑  Smith 1914, 150쪽.
34. ↑  Tarn 1922, 100, and note 1쪽.
35. ↑  Raychaudhuri & Mukherjee 1997, 594쪽.
36. ↑  Grainger 2014, 109쪽.
37. ↑  Sherwin-White & Kuhrt 1993, 79-80쪽.
38. ↑  Bernard, Paul; Pinault, Georges-Jean; Rougemont, Georges (2004). 《Deux nouvelles inscriptions grecques de l'Asie centrale》. 《Journal of Savants》 2. 301 ff쪽. doi:10.3406/jds.2004.1686.
39. ↑  Grant 2010, 50쪽.
40. ↑  Vincent A. Smith (1998). Ashoka. Asian Educational Services. ISBN 81-206-1303-1.
41. ↑  Walter Eugene Clark (1919). "The Importance of Hellenism from the Point of View of Indic-Philology", Classical Philology 14' (4), p. 297-313.

## 참고 문헌
- 올친, F. R. (1995), 〈마우리아 국가와 제국〉,   올친, F. R.; 에르도시, 조지, 《초기 역사 남아시아의 고고학: 도시와 국가의 출현》, 케임브리지 대학교 출판부, ISBN 978-0-521-37695-2
- 코닝엄, 로빈; 영, 루스 (2015). 《남아시아의 고고학: 인더스 문명에서 아소카 시대까지, 기원전 6500년 ~ 서기 200년》. 케임브리지 대학교 출판부. ISBN 978-1-316-41898-7.
- 커밍스, 루이스 반스 (2004). 《알렉산드로스 대왕》. 그로브 프레스.
- 에거몬트, 피에르 (1975). 《신드와 발루치스탄의 알렉산드로스 원정 및 하르마텔리아 브라흐만 마을 공성전》. 피터스 출판사. ISBN 978-90-6186-037-2.
- 그레인저, 존 D. (2014), 《셀레우코스 니카토르: 헬레니즘 왕국 건설》, 라우틀리지, ISBN 978-1-317-80099-6
- 그랜트, R. G. (2010). 《지휘관들: 역사의 위대한 군사 지도자들》 (영어). DK 퍼블리싱. ISBN 978-0-7566-7341-3.
- 헤이그, 맬컴 로버트 (1894). 《인더스 삼각주 지역: 주로 고대 지리와 역사에 대한 회고록》. K. Paul, Trench, Trübner & Company, Limited.
- 잔사리, 수슈마 (2023). 《찬드라굽타 마우리아: 인도 국민 영웅의 탄생》. UCL 프레스.
- 코스민, 폴 J. (2014), 《코끼리 왕의 땅: 셀레우코스 제국의 공간, 영토, 이념》, 하버드 대학교 출판부, ISBN 978-0-674-72882-0
- 라이차두리, 헴 찬드라; 무케르지, B.N. (1997) [1923]. 《고대 인도의 정치사, 파릭싯 왕위 계승부터 굽타 왕조 멸망까지》 여덟 번째판. 옥스퍼드 대학교 출판부 인도.
- 스미스, V.A. (1914). 《초기 인도사 제3판》 제3판. 옥스퍼드 대학교 출판부.
- 스미스, V.A. (1924). 《초기 인도사 제4판》 제4판. 옥스퍼드 대학교 출판부.
- 타른, W. W. (1922). 《박트리아와 인도의 그리스인들》. 케임브리지 대학교 출판부.
- 타파르, 로밀라 (1963). 《아소카와 마우리아의 쇠퇴》. 옥스퍼드 대학교 출판부.
- 트라우트만, 토머스 (2015). 《코끼리와 왕: 환경사》. 시카고 대학교 출판부. ISBN 978-0-226-26436-3.
- 웨이틀리, 팻; 헤켈, 발데마르 (2011), 〈"주석 (제15권)"〉, 《유스티누스: 폼페이우스 트로구스의 필리푸스 역사 요약: 제2권》, 옥스퍼드 대학교 출판부, ISBN 978-0-19-927759-9